# Arnkielpark
Arnkielparken er et arkæologisk område i Munkvolstrup beliggende cirka 8 kilometer syd for Flensborg tæt ved Hærvejen. Parken består af seks rekonstruerede megalitgrave (langdysser) og en rundhøj. Den er Nordeuropas største rekonstruerede historiske begravelsesplads.
Arnkielparken er opkaldt efter den danske historiker Troels Arnkiel. Arnkiel var optaget af hedenske gravsteder og udgav i 1690 et skrift, hvori han beretter blandt andet om de imponerende oldtidshøje ved Munkvolstrup, hvor han ved flere lejligheder var stoppet op på sine rejser fra Slesvig til sin hjemby Aabenraa. Nye arkæologiske udgravninger samt rekonstruktionerne fandt sted i årene 2000 til 2003.
De seks (oprindelig syv) langhøje er oprettet i bondestenalderen mellem 3500 og 3000 f.Kr. Langhøjenes længde svinger mellem 10 og 20 meter, mens højden er på cirka 1 meter. I de græsbevoksede langdysser ses endnu enkelte randsten. I 1690'erne skal der være fundet lerkar i højene. Ligesom langhøjen stammer også rundhøjen fra bondestenalderen. Rundhøjen er cirka 20 meter i diameter. I midten ses et hul, hvor gravkammeret har været.
Højenes nuværende form giver en antydning af deres oprindelige udseende. Formentlig skulle de markere de enkelte stammers territorium. Rundt omkring Munkvolstrup ligger cirka 25 yderligere gravhøje. 

## Eksterne links
- Wikimedia Commons har flere filer relateret til Arnkielpark
- Arnkielparken

54°43′8″N 9°26′46″Ø / 54.71889°N 9.44611°Ø